# Емпиријско социјално истраживање
Емпиријско социјално истраживање означава систематично прикупљање података социјалних наука о социјалним чињеницама кроз посматрање, испитивање/интервју, експеримент или сакупљањем такозваних података насталих процесним радњама и њиховим вредновањем. Поред опште социологије и њених специјализованих грана (као на пример социологија породице, организациона социологија или социологија рада) емпиријска социјална истраживања важе за трећу највећу област социологије. Истовремено су емпиријска социјална истраживања мултидисциплинарна искуствена наука чије метода стоје на располагању другим наукама (кап што су на пример политичке науке код истраживања избора, социјална психологија код експеримената, привредна социологија код квантитативних истраживања) на чији је развој социологија утицала или на неки начин учествовала.

## Циљеви
Емпиријским социјалним истраживањима се може остварити низ разноликих циљева:
- Могу се одредити социјалне чињенице као што је проценат незапослених, ниво криминалитета или присутност одбојности према странцима и на тај начин ови подаци могу служити као основ за даље радне хипотезе у циљу добијања даљих резултата;
- Могу се развити теорије и социјалне хипотезе на основу података добијених емпиријским истраживањима који су проверљиви и конкретни;
- Могу се модификовати постојеће теорије и хипотезе услед добијања конкретних емпиријских доказа, или се могу потпуно променити или укинути;
- Могу се заснивати планови и одлуке на основу социјалних и политичких ставова што се поткрепљује научним резултатима добијеним истраживањима. На овај начин се практичним путем може доћи до доношења исправних и подржаних политичких решења.

## Квалитативна и квантитативна искуства у социјалним наукама
Међу социјалним научницима се до данас води контроверзна дискусија о томе да ли је боље спроводити емпиријска истраживања квантитативним или квалитативним методама. Унутар овог "методског рата" који се током 60 година 20. века веома интензивно водио, постављала су се бројна социолошка, политичка, социјално-теоријска али и бројна друга питања.

У квантитативним истраживањима се пре свега обрађују стандардизовани подаци као што су резултати испитивања код којих се испитаним опредељује између јасних понуђених одговора, јер је веома лако обрађивати стандардизоване информације многобројним статистичким методама и начинима рада. Као методолошки основ за квантитативна емпиријска социјална истраживања узимају се данас одређени научни правци и научне теорије као што су аналитичка филозофија или критични рационализам Карла Попера и Ханса Алберта. Један веома важан принцип квантитативних социјалних истраживања јесте то да је начин истраживања независан од субјективности истраживача и самим тим истраживање може да тече неометано. Циљ квантитативних социјалних истраживања је с једне стране описивање друштвених макро феномена као што је на приме незапосленост и слично, разумевање или преиспитивање хипотеза које могу да буду даље саставни део социолошких теорија... 
По правилу квалитативне социјалне методе не циљају ка преиспитивању старијих хипотеза и одлука, већ формулирању научних хипотеза као и суштинском и дубинском описивању структура и процеса одређених социолошких феномена, прављењем јасне и видљиве идејне и мисаоне структуре. Различите форме квалитативних истраживања обично почињу на пољу индивидуалних истраживања спроведених на неком терену уз добровољни пристанак учесника или приликом испитивања осетљивих политичких фаза и догађаја на којима се могу уочавати бројни детаљи.

### Уопштена
- Gerhard Stapelfeldt: Theorie der Gesellschaft und empirische Sozialforschung. Zur Logik der Aufklärung des Unbewußten. Ca Ira, Freiburg. 2004.  9783924627133.
- Peter Atteslander: Methoden der empirischen Sozialforschung. 12. Aufl., Erich Schmidt.
- H. Berger/H.F. Wolf/A. Ullmann(Hrsg.): "Handbuch der soziologischen Forschung - Methodologie, Methoden, Techniken". Akademie-Verlag Berlin 1989.
- S. Albers / D. Klapper / U. Konradt / A. Walter / J. Wolf (Hrsg.): Methodik der empirischen Sozialforschung. 2. Aufl., Gabler, Wiesbaden 2007.

### Историја
- Christian Fleck: Transatlantische Bereicherungen. Zur Erfindung der empirischen Sozialforschung. Suhrkamp, Frankfurt am Main. 2007.  978-3-518-29423-9.
- Horst Kern: Empirische Sozialforschung. Ursprünge, Ansätze, Entwicklungslinien. C.H. Beck.

### Квантитативна социјална истраживања
- Hans Benninghaus: Deskriptive Statistik. 10. izdanje. VS, Wiesbaden. 2005.  978-3-531-14607-2.
- Andreas Diekmann: Empirische Sozialforschung. 17. Aufl. Rowohlt, Reinbek. 2007.  978-3-499-55551-0.
- Jürgen Friedrichs: Methoden empirischer Sozialforschung. 14. Aufl. Westdeutscher Verlag, Opladen. 1990.  978-3-531-22028-4.
- Michael Häder: Empirische Sozialforschung. Eine Einführung. VS, Wiesbaden. 2006.  978-3-531-14010-0.
- Helmut Kromrey: Empirische Sozialforschung. Modelle und Methoden der standardisierten Datenerhebung und Datenauswertung. 11. izdanje. Lucius & Lucius.  (= UTB 1040) (mit Querverweisen zur qualitativen Sozialforschung)
- Elisabeth Noelle-Neumann, Thomas Petersen (2004). Alle, nicht jeder - Einführung in die Methoden der Demoskopie. Berlin: Springer. ISBN 978-3-540-67498-6.
- Rainer Schnell, Paul B. Hill, Elke Esser: Methoden der Empirischen Sozialforschung. 7. izdanje. Oldenbourg.
- Nadine Schöneck, Werner Voß: Das Forschungsprojekt. VS, Wiesbaden. 2005.  978-3-531-14553-2.
- Eckart Struck, Helmut Kromrey: PC-Tutor Empirische Sozialforschung. VS, Wiesbaden. 2005.  978-3-8100-3587-5. (Selbstlern-CD zu H. Kromrey: Empirische Sozialforschung)
- Christoph Weischer: Das Unternehmen „Empirische Sozialforschung“. Strukturen, Praktiken und Leitbilder der Sozialforschung in der Bundesrepublik Deutschland. Oldenbourg.  (Rezension)
- Christof Wolf und Henning Best, Hrsg., .: Handbuch der sozialwissenschaftlichen Datenanalyse. Wiesbaden: VS-Verlag für Sozialwissenschaften. 2010.  9783531163390.

### Квалитативна социолошка истраживања
- Qualitative Sozialforschung. VS Verlag, Wiesbaden 1999–2006 (über 15 Bände)
- Uwe Flick, Ernst von Kardorff, Ines Steinke (Hrsg.): Qualitative Forschung. Ein Handbuch. Rowohlt, Reinbek. 2000.  978-3-499-55628-9.
- Udo Kuckartz: Einführung in die computergestützte Analyse qualitativer Daten. VS, Wiesbaden. 2005.  978-3-531-14247-0.
- Siegfried Lamnek: Qualitative Sozialforschung. Lehrbuch. 4. Auflage. Beltz; PVU, Weinheim; Basel 2005,.  978-3-621-27544-6..
- Aglaja Przyborski, Monika Wohlrab-Sahr: Qualitative Sozialforschung. Ein Arbeitsbuch. Oldenbourg, München 2008,.  978-3-486-58509-4..